# Pseudeuphausia
Pseudeuphausia – rodzaj szczętek z rodziny Euphausiidae obejmujący dwa gatunki:
- Pseudeuphausia latifrons
- Pseudeuphausia sinica